# The Storm Riders
Série
The Storm Warriors
(2009)
Pour plus de détails, voir Fiche technique et Distribution.
The Storm Riders (風雲雄霸天下, Feng yun xiong ba tian xia) est un film hong-kongais réalisé par Andrew Lau, sorti le 18 juillet 1998.
Sa suite, The Storm Warriors, sort en 2009.

## Synopsis
Dans un pays ressemblant à la Chine médiévale, un tyran doté de pouvoirs surnaturels élève deux garçons à qui il transmet une partie de ses pouvoirs. Devenus adultes, les héritiers du tyran se dressent contre lui.

## Fiche technique
- Titre : The Storm Riders
- Titre original : Feng yun xiong ba tian xia (風雲雄霸天下)
- Réalisation : Andrew Lau
- Scénario : Manfred Wong et Chau Ting, d'après le manwa de Ma Wing Shing
- Production : Manfred Wong
- Musique : Chan Kwong-wing
- Photographie : Andrew Lau
- Montage : Mak Chi-Sin et Danny Pang
- Pays d'origine : Hong Kong
- Langue : cantonais
- Format : Couleurs - 2,35:1 - Dolby Digital - 35 mm
- Genre : Fantastique, Wu Xia Pian
- Durée : 128 minutes
- Date de sortie : 18 juillet 1998 (Hong Kong)

## Distribution
- Aaron Kwok : Nuage
- Ekin Cheng : Vent d'Est
- Sonny Chiba : Dominateur
- Kristy Yang : Hsiao-tse
- Shu Qi : Coucou
- Michael Tse : Givre
- Yu Rongguang : le père de Nuage
- Alex Fong : le père de Vent d'Est
- Lawrence Cheng : Bouffon
- Roy Cheung : le moine Shaolin
- Jason Chu : Ming
- Christine Ng : Ming
- Elvis Tsui : Kim Puen
- Anthony Wong : Sabre-preux

## Autour du film
- Le film a d'abord été projeté au Festival international du film fantastique de Gérardmer 1999.
- Ensuite le film est de nouveau projeté en France dans le cadre de l'Étrange Festival 2003.
- Il s'agit d'un remake cinématographique d'une série télévisée hongkongaise réalisée par Shui Chung Yuet et diffusée entre 1988 et 1990.

## Récompenses
- Nomination pour le prix des meilleures chorégraphies (Dick On Lam), meilleur acteur (Sonny Chiba), meilleure direction artistique (Kim Hung Ho), meilleure photographie (Wai Keung Lau), meilleure chanson (The Stromriders, composée par Kwong Wing Chan et interprétée par Ekin Cheng), meilleure chanson (Frighten Change, composée par Tam Kwok-Ching et interprétée par Aaron Kwok), meilleure film et meilleur second rôle féminin (Shu Qi), lors des Hong Kong Film Awards 1999.
- Prix des meilleurs costumes et maquillages (Pik Kwan Lee), meilleur montage (Chi-Sin Mak et Danny Pang), meilleure musique et meilleur son, lors des Hong Kong Film Awards 1999.
- Prix du film du mérite lors des Hong Kong Film Critics Society Awards 1999.

## Suite
Une suite, The Storm Warriors, a été réalisée par les frères Pang. Les rôles de Nuage et Vent sont repris par les mêmes acteurs.